# Julian Jenner
Julian Christopher Jenner (Delft, 1984. február 28. –) holland labdarúgó, Magyarországon az FTC és a Diósgyőri VTK korábbi játékosa volt.

## Pályafutása
Pályafutását Hollandiában kezdte. Az AZ és a NAC Breda csapataiban is megfordult, majd a Vitesse Arnhemben játszott. 2010-ben klubja kölcsönadta a német másodosztályú Rot Weiss Ahlen-nek. 2011-ben visszatért Hollandiába, ahol ugyancsak kölcsönben játszott korábbi klubjában, a NAC Bredában. 2012-ben lejárt a Vitesse-el kötött szerződése, így 2012. szeptember 12-én aláírt a Ferencvároshoz.2014. október 29-én aláírt a Diósgyőri VTK csapatába.

### A válogatottban
2007-ben tagja volt a holland U21-es válogatottnak, amely megnyerte az Európa-bajnokságot.

## Sikerei, díjai

### Klubcsapat
- Ferencvárosi TC:
  - Magyar ligakupa: 2013

### Válogatott
- Hollandia U21:
  - U21-es Európa-bajnokság: 2007